# Mitja Dragšič
Mitja Dragšič (* 21. Juli 1979 in Miklavž na Dravskem Polju) ist ein ehemaliger slowenischer Skirennläufer. Er startete im Weltcup zunächst in den Disziplinen Slalom und Riesenslalom und wurde im Laufe seiner Karriere zu einem reinen Slalom-Spezialisten. Dragšič wurde 1997 Juniorenweltmeister und erreichte acht Top-10-Platzierungen im Weltcup. Bei Weltmeisterschaften war sein bestes Resultat der achte Platz im Slalom 2005, bei seinen zwei Olympiateilnahmen blieb der vierfache slowenische Meister ohne Ergebnis.

## Biografie
Erste internationale Erfolge erzielte Dragšič 1994 mit dem Gewinn des Riesenslaloms und des Super-G im Whistler Cup. Nachdem er ab Januar 1995 an FIS-Rennen teilgenommen hatte, wurde er 1997 in Schladming Juniorenweltmeister im Slalom. Als solcher gab er im Finale der Saison 1996/1997 in Vail sein Debüt im Weltcup, schied aber im ersten Slalomdurchgang aus. Während der nächsten vier Jahre kam er nur zu zwei weiteren Weltcupeinsätzen.
Ab der Saison 1997/1998 startete Dragšič regelmäßig im Europacup. Die ersten Podestplätze sowie der erste von insgesamt vier Europacupsiegen gelangen ihm im Februar 2001. In der Saison 2000/01 erreichte er den dritten und im folgenden Winter den zweiten Platz in der Europacup-Slalomwertung. Ab der Saison 2001/02 nahm Dragšič auch regelmäßig an Slaloms und Riesenslaloms im Weltcup teil. Nachdem er anfangs ohne Resultat geblieben war, gewann er am 6. Januar 2002 mit dem zwölften Platz im Slalom von Adelboden seine ersten Weltcuppunkte. Bei den Olympischen Winterspielen 2002 in Salt Lake City startete er anders als im Weltcup in der Kombination, wurde allerdings in der Abfahrt disqualifiziert. Bei den Weltmeisterschaften 2003 in St. Moritz startete er neben der Kombination, die er an 13. Stelle beendete, auch im Slalom und im Riesenslalom, wo er den 19. bzw. 28. Platz belegte.
In den nächsten Jahren konzentrierte sich Dragšič zunehmend auf den Slalom und bestritt im Dezember 2003 seinen letzten Weltcup-Riesenslalom. In dieser Disziplin hatte er sich nie für den zweiten Durchgang der besten 30 qualifiziert. In Weltcupslaloms erreichte Dragšič von November 2002 bis Dezember 2004 insgesamt fünf Top-10-Ergebnisse, wobei ein vierter Platz im Slalom von Flachau sein bestes Resultat war. Bei den Weltmeisterschaften 2005 in Bormio erreichte er als Achter ebenfalls eine gute Platzierung. Allerdings fiel er auch immer wieder aus, was dazu führte, dass er in der Saison 2005/06 gänzlich ohne Weltcuppunkte blieb und daher bei den Olympischen Winterspielen 2006 nicht im slowenischen Aufgebot war.
In der Saison 2006/07 konnte Dragšič wieder in drei Weltcupslaloms punkten und schließlich gelang ihm am Ende der Saison 2007/08 mit dem sechsten Platz in Garmisch-Partenkirchen, dem fünften Platz in Zagreb und dem vierten Rang in Bormio die Rückkehr in die Weltspitze. Als 16. des Slalomweltcups erreichte er in diesem Winter sein bestes Gesamtergebnis. In der Folge konnte er diese Ergebnisse aber nicht wiederholen. In der Saison 2008/09 fuhr er noch vier Mal unter die schnellsten 20, doch im Winter 2009/10 punktete er nur noch einmal und in seiner letzten Saison 2010/11 erreichte er in keinem Weltcuprennen mehr den zweiten Durchgang. Bei Großveranstaltungen war Dragšič seit 2007 ohne Resultat geblieben. Sowohl bei den Weltmeisterschaften 2007 und 2009 als auch bei den Olympischen Winterspielen 2010 fiel er im ersten Slalomdurchgang aus. An den Weltmeisterschaften 2011 nahm er nicht mehr teil und im März 2011 gab Dragšič seinen Rücktritt vom alpinen Skirennsport bekannt.
Dragšič wurde nach seiner aktiven Laufbahn OK- und Pistenchef der Weltcuprennen in Kranjska Gora. Er ist bekannt, eisig-harte Pisten zu präparieren, was am anspruchsvollen Hang in Slowenien zu sehr selektiven Rennen führt.

## Erfolge

### Weltmeisterschaften
- St. Moritz 2003: 13. Kombination, 19. Slalom, 28. Riesenslalom
- Bormio 2005: 8. Slalom

### Weltcup
- 8 Platzierungen unter den besten zehn

### Europacup
- Saison 2000/01: 3. Slalomwertung
- Saison 2001/02: 2. Slalomwertung
- 14 Podestplätze, davon 4 Siege

### Juniorenweltmeisterschaften
- Schladming 1997: 1. Slalom, 8. Abfahrt, 8. Super-G
- Megève 1998: 4. Riesenslalom, 8. Super-G, 30. Abfahrt
- Pra Loup 1999: 3. Riesenslalom, 8. Super-G, 10. Slalom, 11. Abfahrt

### Weitere Erfolge
- 4 slowenische Meistertitel (Slalom 2002 und 2006, Kombination 1999, Superkombination 2009)
- 2 Podestplätze im Nor-Am Cup
- 12 Siege in FIS-Rennen